# May-Britt Moser
May-Britt Moser (Fosnavåg, 4 gennaio 1963) è una psicologa e neuroscienziata norvegese, vincitrice del Premio Nobel per la medicina nel 2014, assieme a John O'Keefe e all'allora marito Edvard Moser, per le loro scoperte riguardanti un sistema di posizionamento nel cervello..
I Moser sono i primi norvegesi a ricevere questo riconoscimento.

## Biografia
May-Britt è nata nella piccola città di Fosnavåg, Møre og Romsdal, Norvegia, nel 1963, la più giovane di cinque figli. Sebbene la famiglia possedesse una piccola fattoria, suo padre lavorava come falegname. Ciò significava che la madre era la principale responsabile della cura della fattoria. Un "maschiaccio" autoproclamato, May-Britt nel tempo libero ha avuto una grande amore per gli animali. 
Ha quindi frequentato l'Università di Oslo dove ha studiato psicologia, matematica e neurobiologia.